# Liste des notions utilisées en linguistique
- Haut – A
- B
- C
- D
- E
- F
- G
- H
- I
- J
- K
- L
- M
- N
- O
- P
- Q
- R
- S
- T
- U
- V
- W
- X
- Y
- Z

Voici une liste des principales notions utilisées en linguistique. Elle ne comprend pas de nombreuses entrées qui sont classées dans d'autres listes : 
- liste des modifications phonétiques ;
- liste de langues ;
- liste des figures de rhétorique ;
- liste des linguistes célèbres.

Note : les termes en italique ne sont pas encore traduits de l'anglais.

## A
abessif ~ ablatif ~ absolutif ~ accent ~ accent aigu ~ accent circonflexe ~ accent chromatique ~ accent de hauteur ~ accent grave ~ accent mélodique ~ accent phonétique ~ accent tonal ~ accent tonique ~ accompli ~ accord ~ accusatif ~ acquisition de la langue ~ acronymie ~ acronymie récursive ~ actant ~ acte d'énonciation ~ addition ~ adessif ~ adjectif ~ adjectif composé ~ adjectif démonstratif ~ adjectif exclamatif ~ adjectif indéfini ~ adjectif interrogatif ~ adjectif numéral ~ adjectif possessif ~ adjectif qualificatif ~ adjectif verbal ~ adstrat ~ adverbe ~ affirmation ~ affixe ~ agglutination ~ aire linguistique ~ allatif ~ allomorphe ~ allophone ~ alphabet ~ alphabet phonétique international ~ alternance vocalique ~ ambiguïté syntaxique ~ anacoluthe ~ analogie ~ analyse automatique  ~ analyse critique du discours ~ analyse du discours ~ analyse morphosyntaxique ~ analyse phonétique ~ analyse phonologique  ~ anaphore (grammaire) ~ anaphore (rhétorique) ~ anglicisme ~ antécédent ~ antéposition ~ anthropologie linguistique ~ antonomase ~ antonymie ~ aoriste ~ aperture ~ appareil phonatoire ~ applicatif ~ apostrophe ~ apprentissage des langues assisté par ordinateur ~ apposition ~ arbre (syntaxe) ~ archiphonème ~ argot ~ article ~ article défini ~ article indéfini ~ article partitif ~ aspect ~ aspect grammatical ~ Aspect lexical ~ aspiration ~ astérisque ~ attitude de locution ~ attribut ~ augment ~ autonymie ~ auxiliaire (verbe)

## B
bénéfactif ~ bilinguisme ~ boustrophédon ~ brève ~ Loi de Bartsch

## C
calque ~ caractéristique suprasegmentale ~ caritif ~ cas ~ cataphore ~ catachrèse ~ catégories syntaxiques ~ causatif ~ cédille ~ champ lexical ~ champ sémantique ~ chronolecte ~ circonfixe ~ circonflexe ~ classe fermée ~ classe lexicale ~ classe lexicale ouverte ~ classe nominale ~ classe sémantique ~ classificateur ~ classification des langages ~ clef (sinogramme) ~ clic ~ clitique ~ code et signe ~ cohérence ~cohésion  ~collectif ~ collocation ~ colloquialisme ~ comitatif ~ comparatif ~ complément circonstanciel ~ complément d'objet ~ complément d'objet direct ~ complément d'objet indirect ~ complément phonétique ~ composition lexicale ~ compositionnalité ~ compréhension des langues naturelles ~ concordance des temps ~ concordance modale ~ condition de vérité ~ conditionnel ~ conjonction ~ conjonction de coordination ~ conjonction de subordination ~ conjugaison ~ connotation ~ Connecteurs logiques ~ conséquence nécessaire  ~ consonne ~ consonne affriquée ~ consonne alvéolaire ~ consonne alvéolo-palatale ~ consonne aspirée ~ consonne battue ~ consonne bilabiale ~ consonne constrictive ~ consonne dentale ~ consonne éjective ~ consonne fricative ~ consonne glottale ~ consonne injective ~ consonne labio-dentale ~ consonne latérale ~ consonne liquide ~ consonne nasale ~ consonne palatale ~ consonne occlusive ~ consonne pharyngale ~ consonne post-alvéolaire ~ consonne rétroflexe ~ consonne roulée ~ consonne spirante ~ consonne uvulaire ~ consonne vélaire ~ consonne vibrante ~ contexte ~ contrefactuel ~ coordination ~ copule ~ corpus ~ cotexte ~ coup de glotte ~ créole ~ cryptanalyse ~ cunéiforme

## D
datif ~ datif éthique ~ déchiffrage ~ déclinaison ~ déglutination ~ degré de comparaison ~ déixis ~ démotivation ~ dénomination  ~ dénominatif  ~ dénotation ~ dérivation ~ dérivation impropre ~ dérivation régressive  ~ désambiguïsation ~ description définie ~ désidératif ~ désinence ~ désocclusion ~ déterminant ~ déterminatif ~ déverbal ~ diachronie ~ diacritique ~ dialecte ~ dialectologie ~ diathèse ~ dictionnaire ~ diphtongue ~ dislocation syntaxique ~ discours ~ discours direct ~ discours indirect ~ discours indirect libre ~ discours rapporté ~ disjonction ~ distinction T-V ~ distributif ~ distribution complémentaire ~ distribution libre ~ distribution partielle ~ distribution ~ double accent aigu ~ doublet lexical ~ duel

## E
e caduc ~ écolecte ~ écolinguistique ~ écriture ~ élatif ~ élision ~ ellipse ~ embrayeur ~ emprunt lexical ~ e muet ~ enclitique ~ énoncé ~ énonciation ~ enseignement des langues ~ épenthèse ~ épicène ~ éponymie ~ ergatif ~ erreur ~ erreur de prononciation ~ essif ~ état construit ~ étymologie ~ étymologie populaire ~ évidentialité ~ example-based machine translation ~ expansion du nom ~ explétivité ~ expression figée en français

## F
factitif ~ famille de langues ~ fausse diphtongue ~ faux-ami ~ flexion ~ flux pulmonaire ~ flux non pulmonaire ~ focalisation (linguistique) ~ fonction du langage ~ fonction lexicale ~ fonction syntaxique ~ forme ~ forme impersonnelle ~ fréquentatif ~ futur

## G
gallicisme ~ génitif ~ genus commune ~ genus neutrum ~ genre (et genre logique, genre naturel, genre grammatical) ~ gérondif ~ glide ~ glottochronologie ~ grammaire ~ grammaire générative et transformationnelle ~ grammaire universelle ~ grammatologie ~ grand changement vocalique

## H
h « aspiré » ~ hapax ~ harmonie vocalique ~ hatchek ~ hiatus ~ hétéroclitique ~ histoire de la linguistique ~ holonymie ~ homonymie ~ homophonie ~ hypercorrection ~ hypéronymie ~ hypocoristique ~ hypocorrection ~ hyponymie ~ hypothèse Sapir-Whorf

## I
idéogramme ~ idiolecte ~ idiome ~ idiotisme ~ illatif ~ imparfait ~ impératif ~ imperfectif ~ impersonnel ~ implication ~ implicature ~ inaccompli ~ inchoatif ~ indicatif ~ indo-européen ~ inessif ~ infinitif ~ infixe ~ injonctif ~ instinct de la langue ~ instructif ~ interférence linguistique ~ interjection ~ interlinguistique ~ intensif ~ intonation ~ intransitivité ~ isoglosse ~ isolat ~ isotopie (linguistique) ~ itératif

## J
janotisme ~ jargon ~ jeu linguistique ~ jussif ~ juxtaposition

## K
koinè

## L
langage ~ langage formel ~ langue ~ langue accentuelle ~ langue agglutinante ~ langue construite ~ langue des signes ~ langue en danger ~ langue flexionnelle ~ langue gutturale ~ langue indo-européenne ~ langue isolante ~ langue liturgique ~ langue maternelle ~ langue morte ~ langue naturelle ~ langue normée ~ langue polysynthétique ~ langue synthétique ~ langue véhiculaire ~ langue vernaculaire ~ laryngalisation ~ laudatif ~ lemme ~ lexème ~ lexicalisation ~ lexicographie ~ lexicologie ~ lexique ~ liaison ~ lingua franca ~ linguiste ~ linguistic layers ~ linguistique ~ linguistique anthropologique ~ linguistique appliquée ~ linguistique aréale ~ linguistique comparée ~ linguistique computationnelle ~ linguistique contrastive ~ linguistique de corpus ~ linguistique descriptive ~ linguistique évolutionniste ~ linguistique formelle ~ linguistique historique ~ linguistique informatique ~ linguistique stratificationnelle ~ linguistique théorique ~ liste de linguistes célèbres ~ liste des notions utilisées en linguistique  ~ liste des pronoms de vouvoiement ~ liste de sobriquets pour les langues ~ locatif ~ loi de Grimm ~ loi de Heap ~ loi de Verner ~ loi de Zipf ~ loi d'Osthoff

## M
marque ~ marque d'énonciation ~ mater lectionis ~ médiatif ~ mélioratif ~ méronymie ~ métalinguistique ~ métathèse ~ méthode comparative ~ méthodes de transcription ~ mise en relief ~ mode ~ mode d'articulation ~ mode de procès ~ modification phonétique ~ monème ~ more ~ morphème ~ morphologie ~ morphologie du verbe français ~ morphophonologie ~ mot ~ mot composé ~ mot invariable ~ mot-outil  ~ mots apparentés  ~ mots faussement apparentés  ~ motivation ~ motivation ~ mot-forme ~ mot-racine ~ mot-valise ~ moyen (grammaire) ~ macron

## N
naturalistic planned language ~ nature ~ négation ~ néologisme ~ neurolinguistique ~ nivellement ~ nom ~ nombre ~ nombres dans le monde ~ nom composé ~ nom dérivé à accent initial ~ nominatif ~ nom propre ~ notions fondamentales en linguistique ~ nous exclusif ~ nous inclusif

## O
OSV ~ OVS ~ onomatopée ~ optatif ~ Optimality Theory ~ oralisme ~ orthographe ~ orthophonie ~ outil exclamatif ~ outil interrogatif ~ oxyton

## P
paire minimale ~ pantonymie ~ paradigme ~ paralinguistique ~ parasynthèse ~ parataxe ~ parfait ~ parole ~ paronymie ~ paroxyton ~ participe ~ particule ~ parties du discours ~ partitif ~ passé simple ~ pataquès ~ péjoratif ~ perfectif ~ performatif ~ périphrase ~ personne ~ perspective de locution ~ phème~ philologie ~ philosophie du langage ~ phonation ~ phone ~ phonème ~ phonétique ~ phonétique acoustique ~ phonétique articulatoire ~ phonétique auditive ~ phonétique historique ~ phonologie ~ phrase ~ phrase nominale ~ phrase prépositionnelle ~ phrase verbale ~ pidgin ~ pléonasme ~ pluriel ~ pluriel de majesté ~ pluriel de modestie ~ plus-que-parfait ~ point d'articulation ~ polysémie ~ ponctuation ~ possessif ~ postposition ~ pragmatique ~ prédicat ~ préfixe ~ prénasalisation ~ prépausal ~ préposition ~ prescriptif ~ présent ~ présupposition ~ prétérit ~ privatif ~ procès ~ proclitique ~ progression sémantique ~ progression thématique ~ prolatif ~ prolepse ~ pronom ~ pronom démonstratif ~ pronom indéfini ~ pronom personnel ~ pronom possessif ~ pronom relatif ~ prononciation ~ proparoxyton ~ propos ~ proposition ~ proposition circonstancielle ~ proposition complétive ~ proposition conjonctive ~ proposition indépendante ~ proposition infinitive ~ proposition interrogative indirecte ~ proposition participiale ~ proposition principale ~ proposition subordonnée ~ proposition subordonnée circonstancielle ~ proposition subordonnée complétive ~ proposition subordonnée conjonctive ~ proposition subordonnée interrogative indirecte ~ proposition subordonnée relative ~ proposition relative ~ propriété sémantique ~ prosodie ~ pseudo-acronyme ~ pseudo-anglicisme ~ psycholinguistique

## Q
quantificateur ~ quantité vocalique

## R
racine ~ radical d'un sinogramme ~ radical ~ reconnaissance vocale ~ reconnaissance du locuteur ~ redoublement ~ référence ~ référent ~ registre de langue ~ règle syntagmatique  ~ représentation ~ restriction de sélection ~ resuffixation ~ rétroacronymie ~ rétronymie ~ rhématisation ~ rhème ~ rhétorique ~ rhotique ~ rôle sémantique ~ rôle thématique ~ romanisation ~ ruby

## S
sabir ~ SAMPA ~ sandhi ~ sandhi tonal ~ schematic planned language ~ schwa ~ science cognitive ~ sécant ~ seconde langue ~ sémantème ~ sémantique ~ sémantique cognitive ~ sémantique formelle ~ sémantique lexicale ~ sémantique textuelle ~ sémasiologie ~ sème ~ semelfactif ~ sémème ~ sémiologie ~ sémiotique ~ semi-voyelle ~ sens ~ sens figuré ~ sens propre ~ signe linguistique ~ signifiant ~ signifié ~ singulatif ~ singulier ~ slack voice ~ sociolecte ~ sociolinguistique ~ sonante ~ sous-entendu ~ spécifique ~ spécificatif ~ spirante ~ stéréotype ~ structuralisme ~ statique ~ stoïchédon ~ stylistique ~ subjonctif ~ subordination ~ substantif ~ substrat ~ suffixe ~ sujet ~ SOV ~ SVO ~ superlatif ~ superstrat ~ supin ~ supplétion ~ syllabaire ~ syllabe ~ syllabe castillane ~ syllabe en mandarin ~ syllepse ~ synchronie ~ syncrétisme ~ synonymie ~ syntagme ~ syntaxe ~ ~synthème ~ synthèse vocale ~ système d'écriture ~ système vocalique

## T
tabou ~ langue à tons ~ télicité ~ temps ~ tension consonantique ~ tension vocalique ~ terminologie ~ test du wug ~ thématisation ~ thème ~ thème morphologique ~ théorie des laryngales ~ théorie X-barre ~ thésaurus ~ tmèse ~ tonème ~ traduction ~ traduction automatique ~ traitement de la parole ~ traitement automatique des langues ~ Trait (linguistique) ~ trait grammatical ~ trait sémantique  ~ transcription ~ transcription phonétique ~ transcription phonologique ~ transitivité ~ translatif ~ translittération ~ tréma ~ trope ~ trouble de la parole ~ tutoiement ~ typologie des langues

## U
umlaut ~ unité discrète ~ unité lexicale ~ unité suprasegmentale ~ univerbation

## V
valence grammaticale ~ variante combinatoire ~ variante libre ~ variété ~ verbe ~ verbe auxiliaire ~ verbe composé ~ verbe impersonnel ~ verbe irrégulier ~ VOS ~ VSO ~ verlan ~ virelangue ~ vocatif ~ voisement ~ voix ~ voix craquée ~ voix soufflée ~ voix verbale ~ vouvoiement (voussoiement) ~ voyelle ~ voyelle antérieure ~ voyelle arrondie ~ voyelle cardinale ~ voyelle centrale ~ voyelle fermée ~ voyelle mi-fermée ~ voyelle mi-ouverte ~ voyelle nasale ~ voyelle non arrondie ~ voyelle ouverte ~ voyelle postérieure ~ voyelle thématique

## Z
Zeugme